# 真理符應論
真理符應論是某些哲學家對命題是非的看法，真理符應論主要認為一道命題的是非乃決定於那命題是否與事實相符。在形而上學和語言哲學中，真理符應論指出，一個陳述的真假僅取決於它與世界的關係以及它是否準確地描述（即對應於）那個世界。
真理符應論聲稱真實的信念和真實的陳述對應於實際的事態狀態。 這種類型的理論試圖在一方面建立思想或陳述與另一方面的事物或事實之間的關係。例如，真理符應論者會認為「雪是白的」這道命題只有在雪真的是白色的情形下才是正確的。若雪事實上是黑色的，那麼「雪是白的」這道命題就不正確。